# Đại Hợp, Kiến Thụy
Đại Hợp là một xã thuộc huyện Kiến Thụy, thành phố Hải Phòng, Việt Nam.
Xã Đại Hợp có diện tích 6.11 km², dân số năm 1999 là 9891 người, mật độ dân số đạt 1619 người/km².